# Biserica reformată din Huedin

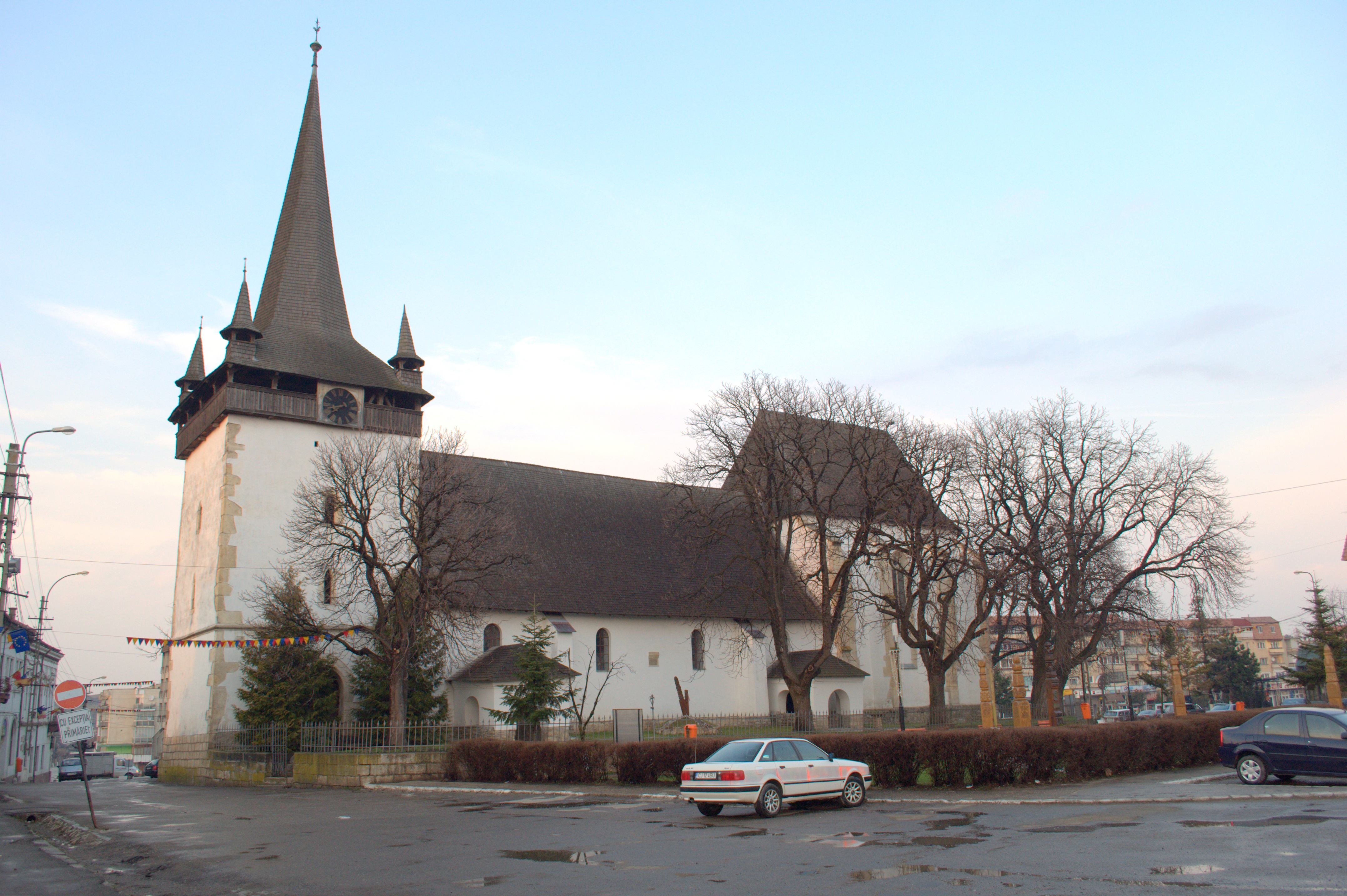
Biserica reformată din Huedin, județul Cluj, foto: martie, 2011.

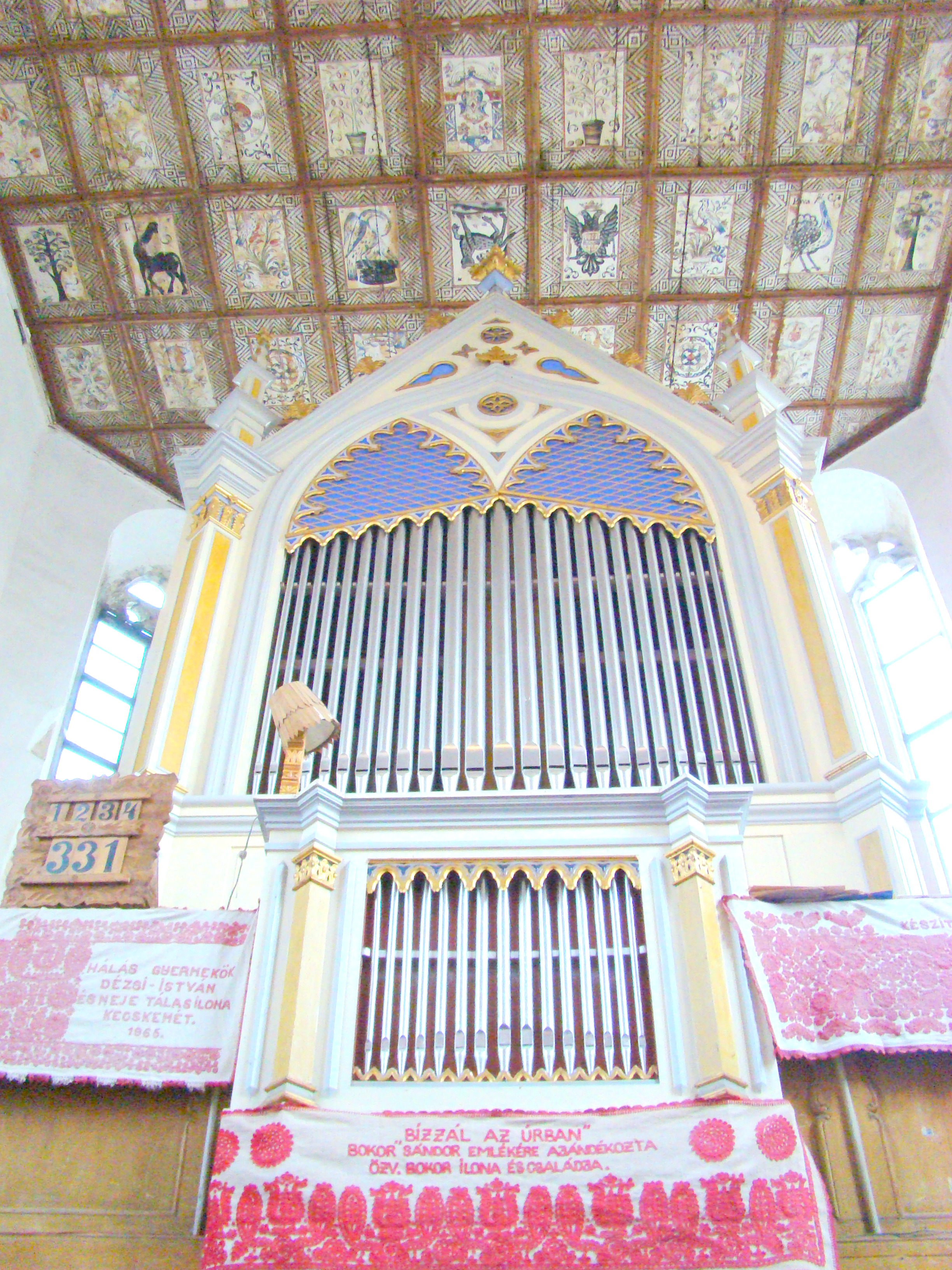
Orga realizată de meșterul Kolonics István din Târgu Secuiesc

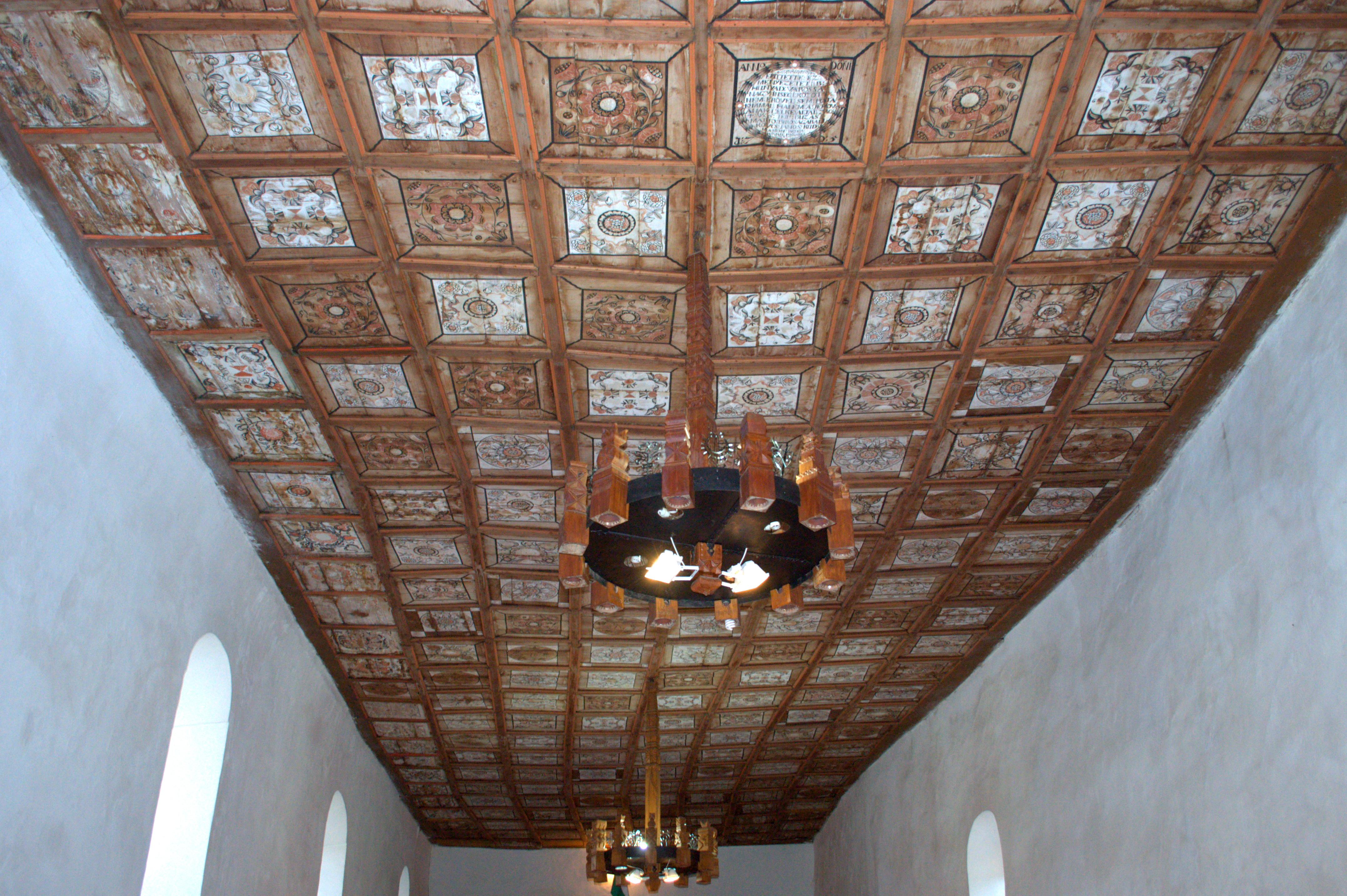
Tavanul casetat, realizat de meșterul tâmplar sas Lorenz Umling din Cluj

Biserica reformată din Huedin, inițial romano-catolică, este un monument istoric și de arhitectură din secolul al XIII-lea.. Lăcașul figurează pe lista monumentelor istorice 2010, cod CJ-II-m-A-07679

## Istoric și trăsături
Biserica a fost ridicată la începutul secolului al XIII-lea, în jurul ei s-a dezvoltându-se satul, apoi târgul Huedin. După anul 1541 comunitatea romano-catolică a adoptat Confesiunea de la Augsburg sub conducerea protopopului Mihály Nagyfalui. Două decenii mai târziu, în condițiile frământărilor politice și confesionale ale vremii, în anul 1561 preotul Demeter Hunyadi se considera reformat, ceea ce înseamnă că trecuse cu comunitatea la Biserica Reformată (Calvină), iar după cinci ani (1566), trecea împreună cu enoriașii la Biserica Unitariană, care-și avea sediul la Cluj. De reținut că acest prelat a ajuns până la înalta demnitate de superintendent (cu atribuții similare celor episcopale), ducând o aprigă muncă de atragere a enoriașilor catolici la unitarianism.
Spre sfârșitul secolului al XVI-lea comunitatea maghiară din Huedin a trecut din nou la confesiunea reformată.
Un alt preot care a slujit în Huedin, Tasnádi Veres Mihály (participant la incidentul din vara anului 1600 dintre dărăbanții lui Mihai Viteazul și huedineni) a fost ales în 1605 episcop reformat al Transilvaniei. Dintre preoții reformați mai amintim pe următorii: Márton Szilvási (din 1621), care a studiat la Heidelberg, Márton Miskolczi  (din 1681) a fost director al Colegiului Reformat din Cluj, Zsigmond Radnótfái Nagy  (1735-1740), a studiat la Utrecht, István Gyulai Korpos (1776-1796) – a început să scrie registrul matricol, Sámuel Csengeri (1816-1864) – a lăsat biblioteca personală ca moștenire pentru școala reformată, Károly Ignácz (1864-1911) – a devenit „consilier regal”, Márton Bokor (din 1913) – în timpul său s-a construit clădirea parohiei după planurile arhitectului Károly Kós; pentru convingerile sale a fost deținut politic în anii ’50. La începutul secolului XX, printre slujitorii bisericii s-a aflat și Ravasz László, cel care avea să ajungă episcop reformat în Ungaria și care a participat la revoluția anticomunistă din anul 1956.
Forma arhitecturală a bisericii actuale este rezultatul mai multor intervenții succesive. La început, probabil în jurul anilor 1200, a existat o biserică mai mică sub formă de navă. Acest lucru este confirmat arheologic prin urmele de arsură care au apărut pe fundația zidului nordic, provenind probabil din timpul marii invazii tătaro-mongole din anii 1241-1242 care a afectat și Huedinul. Partea centrală a bisericii actuale a fost construită în sec. al XIV-lea, la care, în secolul următor, s-a adăugat turnul care reprezenta partea vestică a fortificației. În 1483, prin grija familiei Bánffy, s-a ridicat partea de est, cu elemente specifice stilului arhitectonic gotic, servind ca și capelă familiei amintite. În anul 1661 tătarii lui Ali Pașa, după victoria de la „Podul Vinerii”, au asediat biserica reformată care era întărită cu ziduri groase și bastioane, căzând victime mulți huedineni adăpostiți acolo. Biserica incendiată a stat în ruine mai mult de 30 de ani, fiind reconstruită abia după cutremurul din 1693. De atunci datează coiful cu galeria, turnulețele-fiala și acoperișul. Un alt cutremur a afectat biserica în anul 1765, astfel că a fost nevoie să se reconstruiască peretele sudic al navei, în anul 1772 adăugându-se și cele două porticuri în stil baroc de la intrări. Tavanul în stil gotic afectat de cutremur a fost înlocuit cu unul casetat, realizat de Lőrincz Umling din Cluj, ce reprezintă un calendar astrologic.
Orga de azi a fost realizată de către marele meșter Kolonics István din Târgul Secuiesc în anul 1874, înlocuind vechea orgă. Candelabrele realizate artistic din lemn simbolizează cele trei regiuni ale zonei Călata. Amvonul în formă de potir a fost sculptat în piatră de către meșterul Kidei Sipos Dávid, în anul 1751, pentru biserica din Drag, fiind adus la Huedin în anul 1969.
În biserică se află diferite plăci care amintesc de trecerea prin Huedin a unor personalități cum ar fi Sándor Petőfi (poet și revoluționar pașoptist care a scris aici poezia „Armata Ardealului”/„Erdélyi Hadsereg”, István Széchenyi (constructor de drumuri în Transilvania) și László Ravasz (născut la Huedin, unde a slujit și ca preot, mai apoi episcop în Ungaria. Tot aici se află plăcile comemorative pe care sunt imortalizate numele eroilor căzuți în cele două războaie mondiale.

## Imagini din exterior

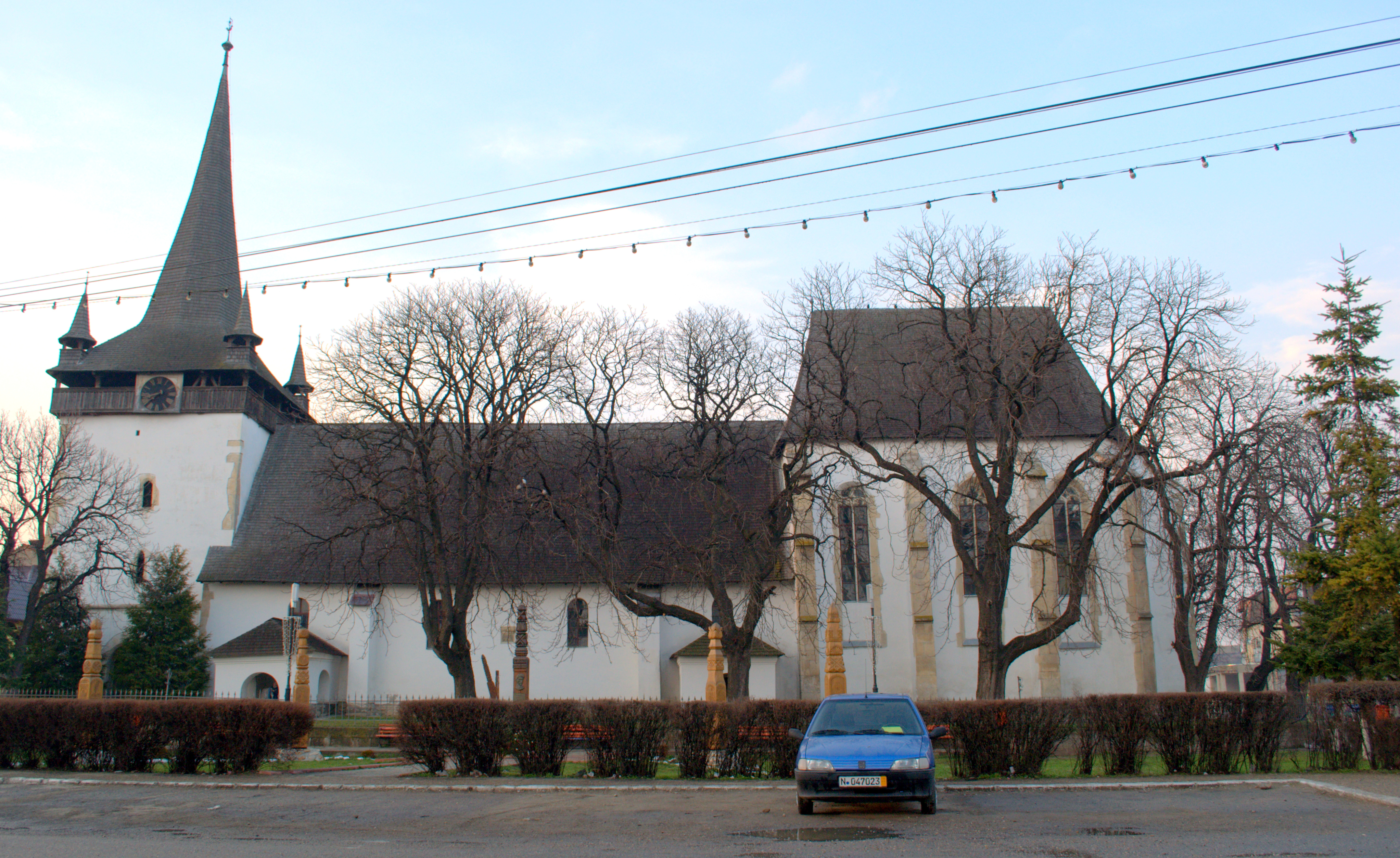
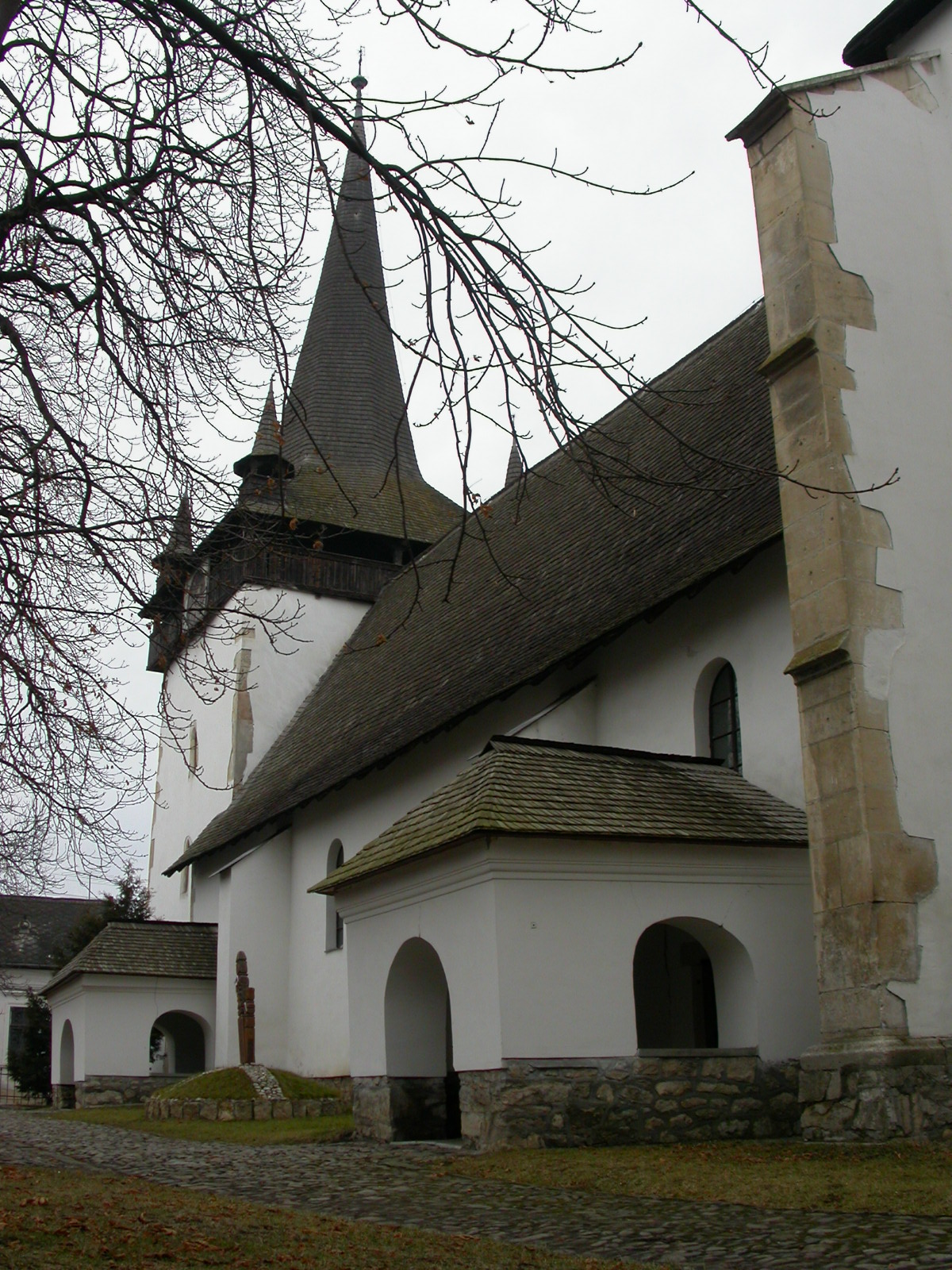
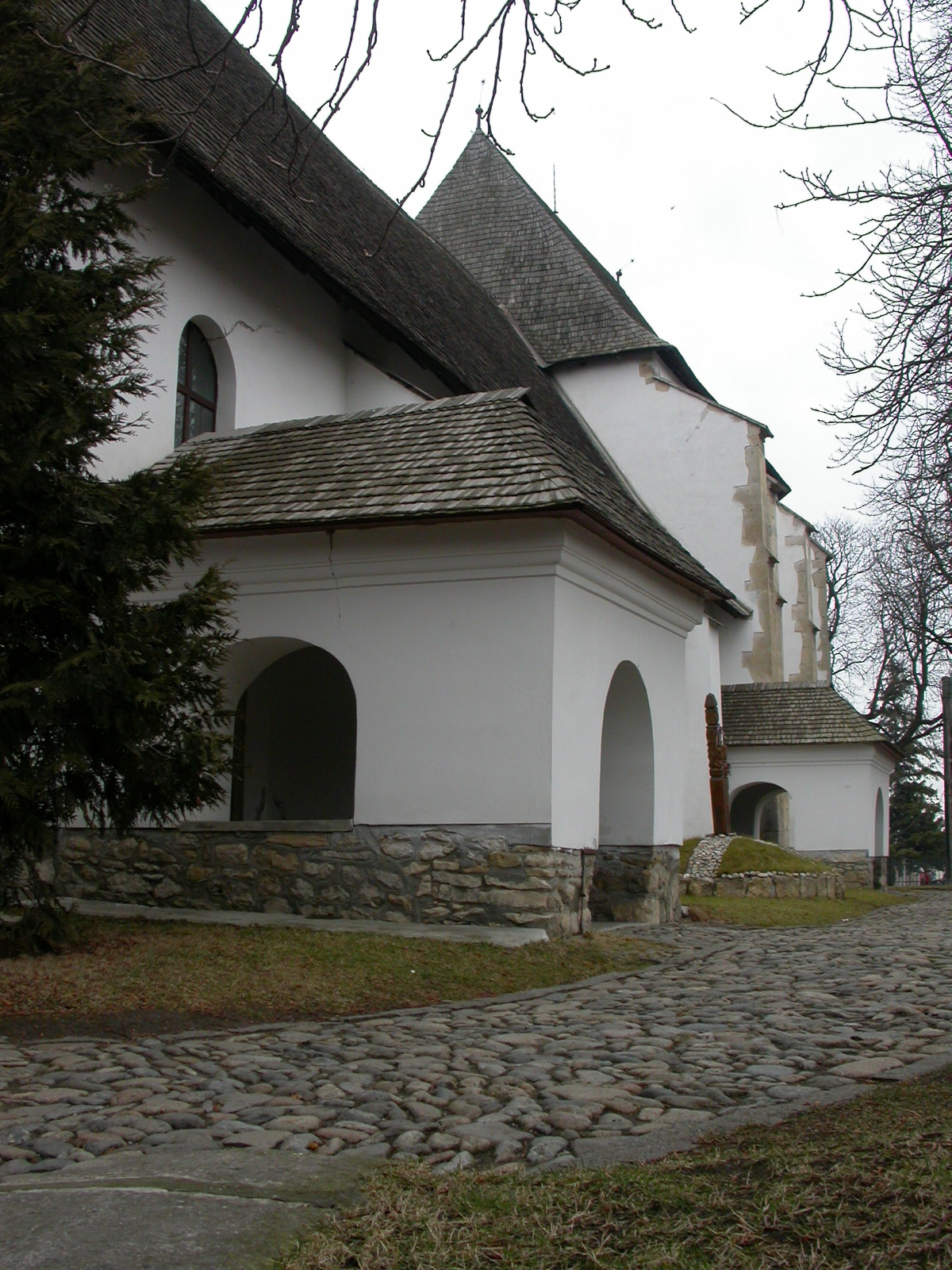
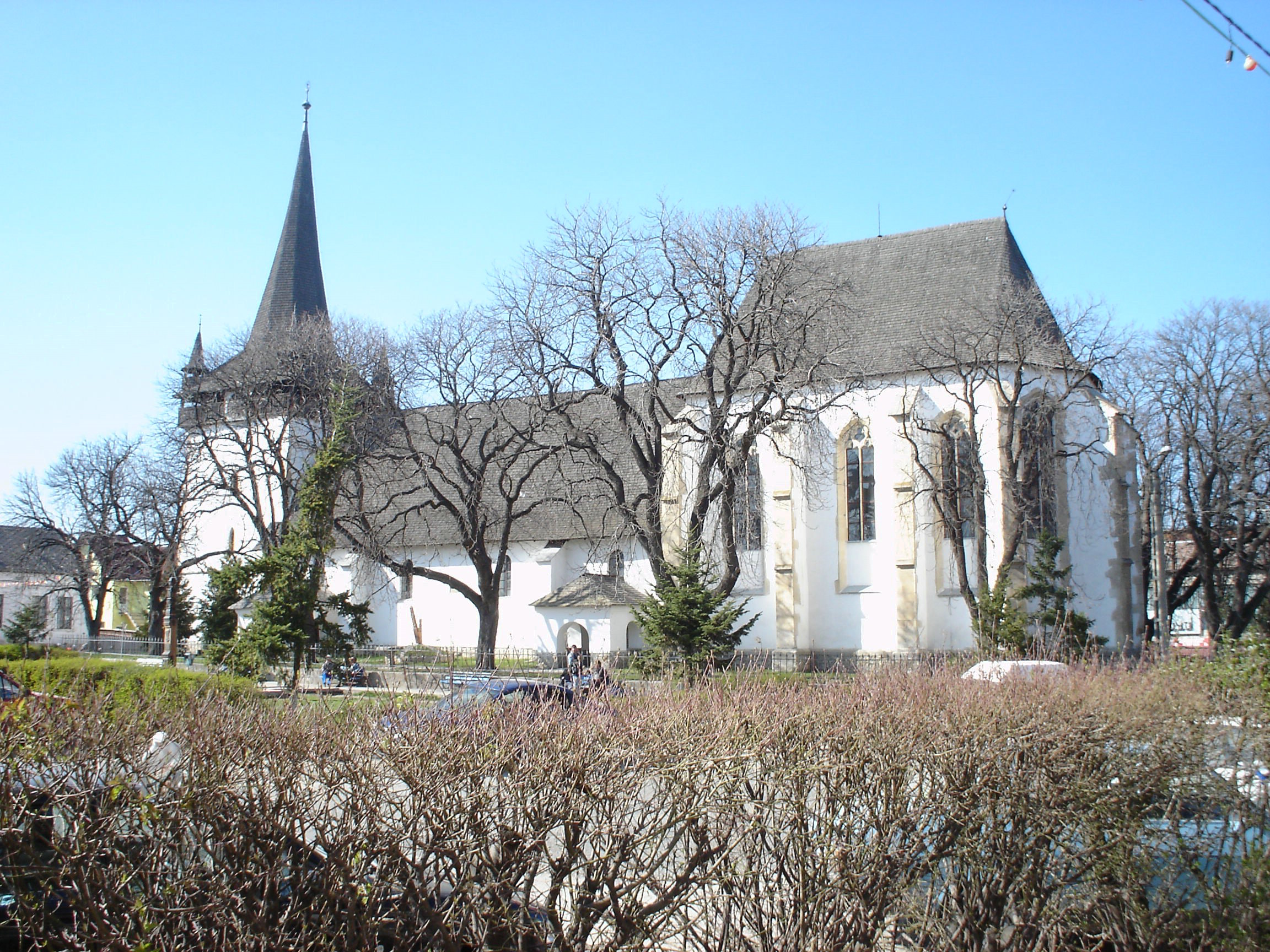
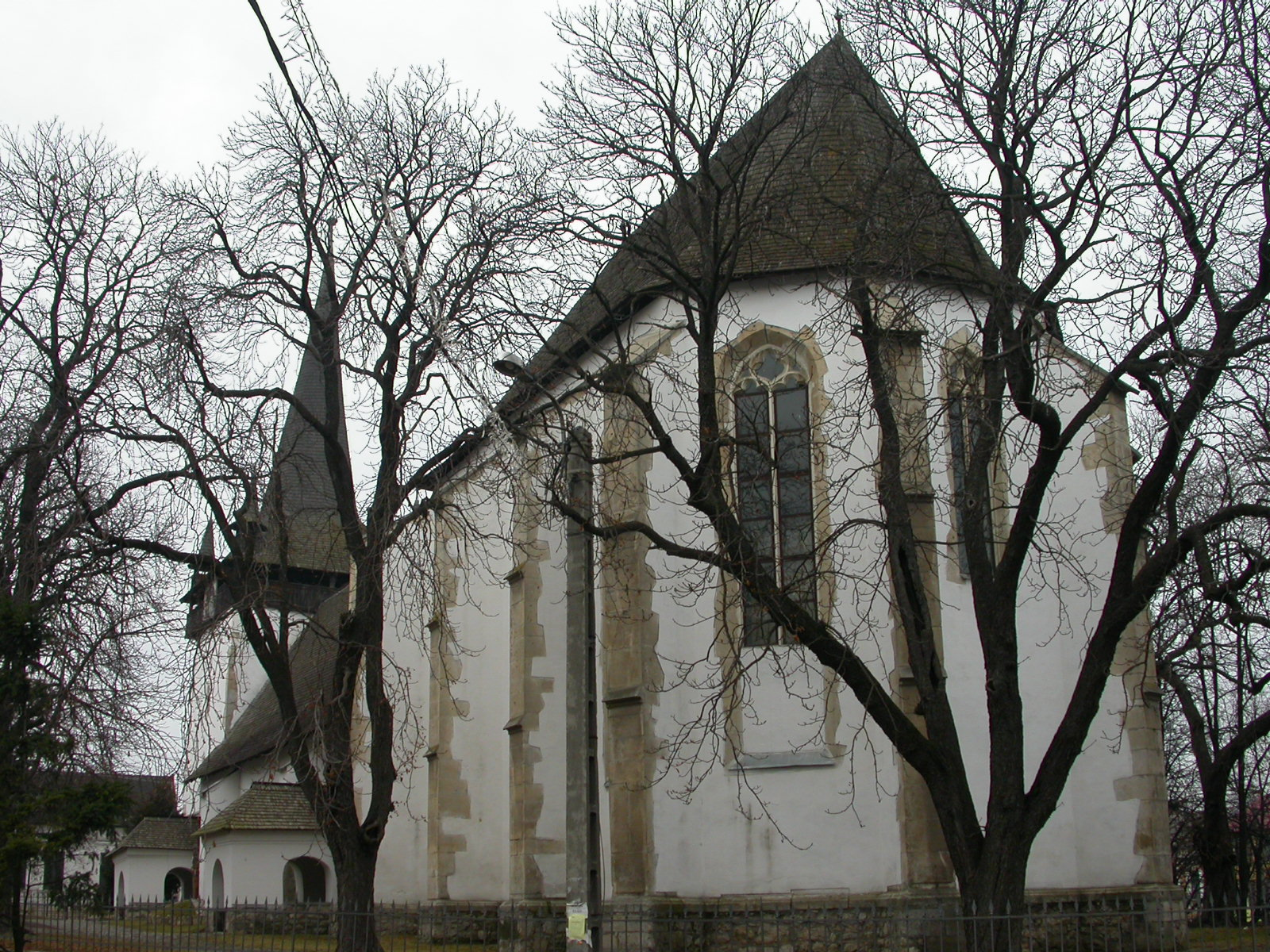

## Imagini din interior

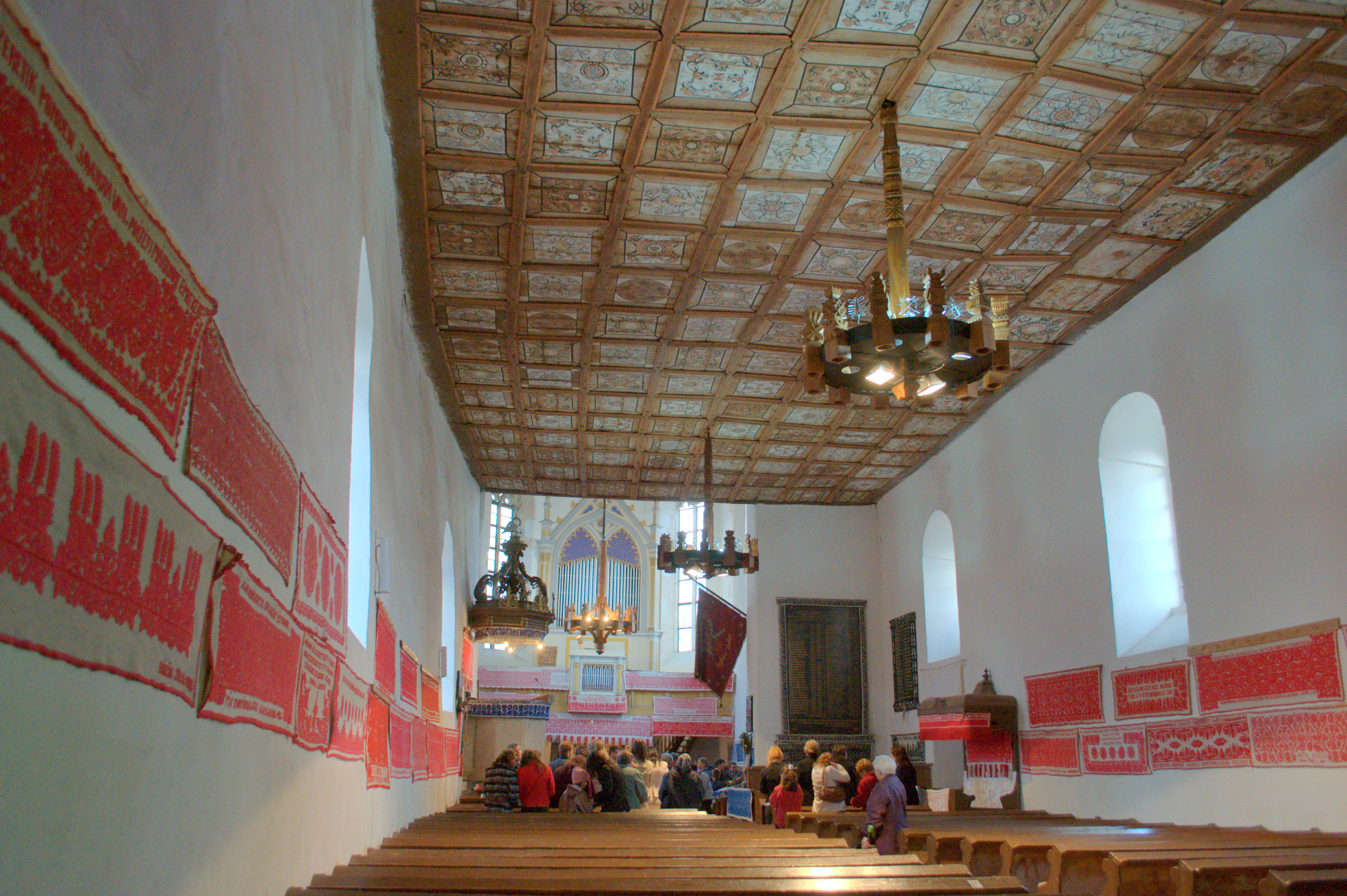
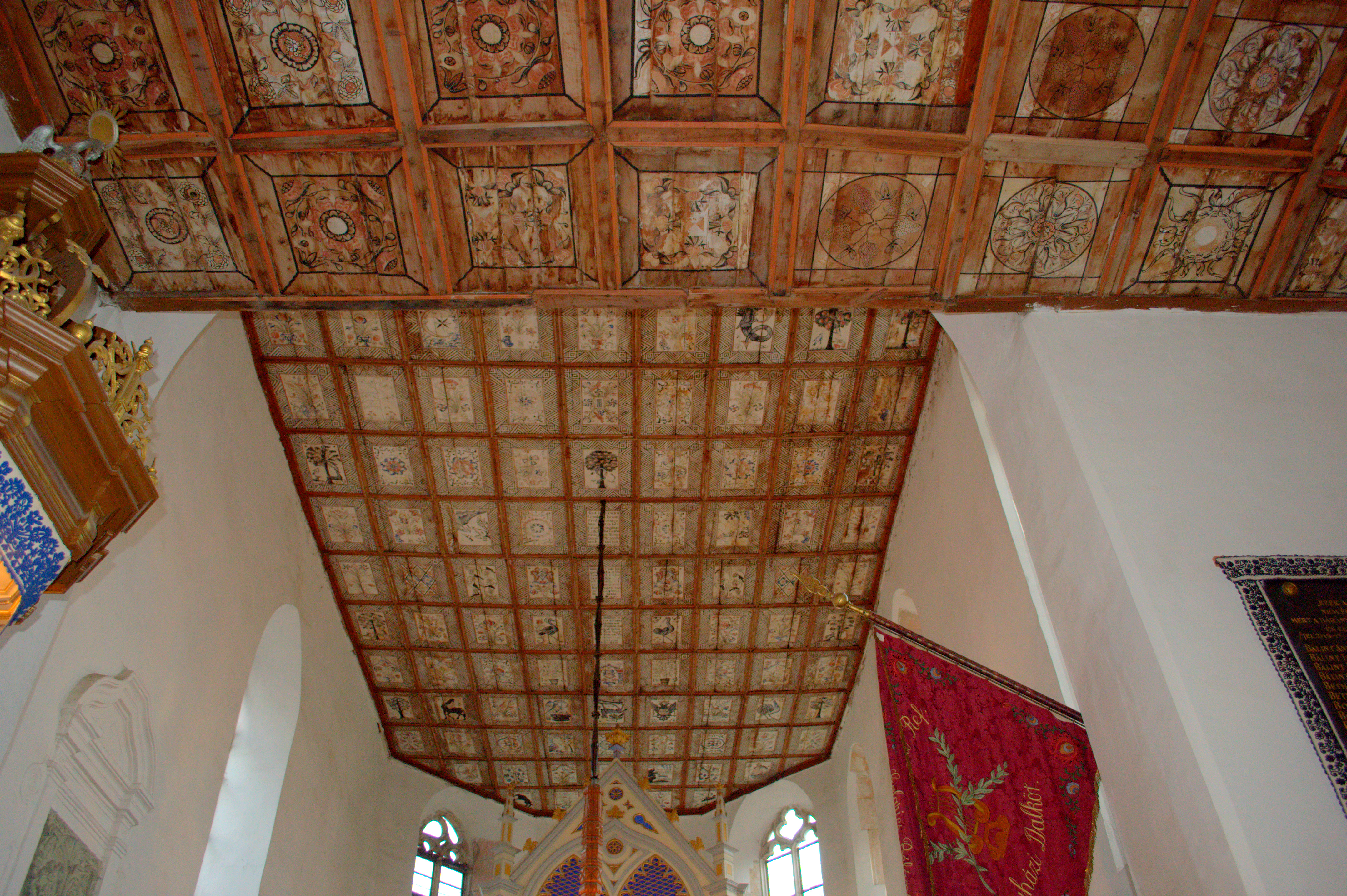
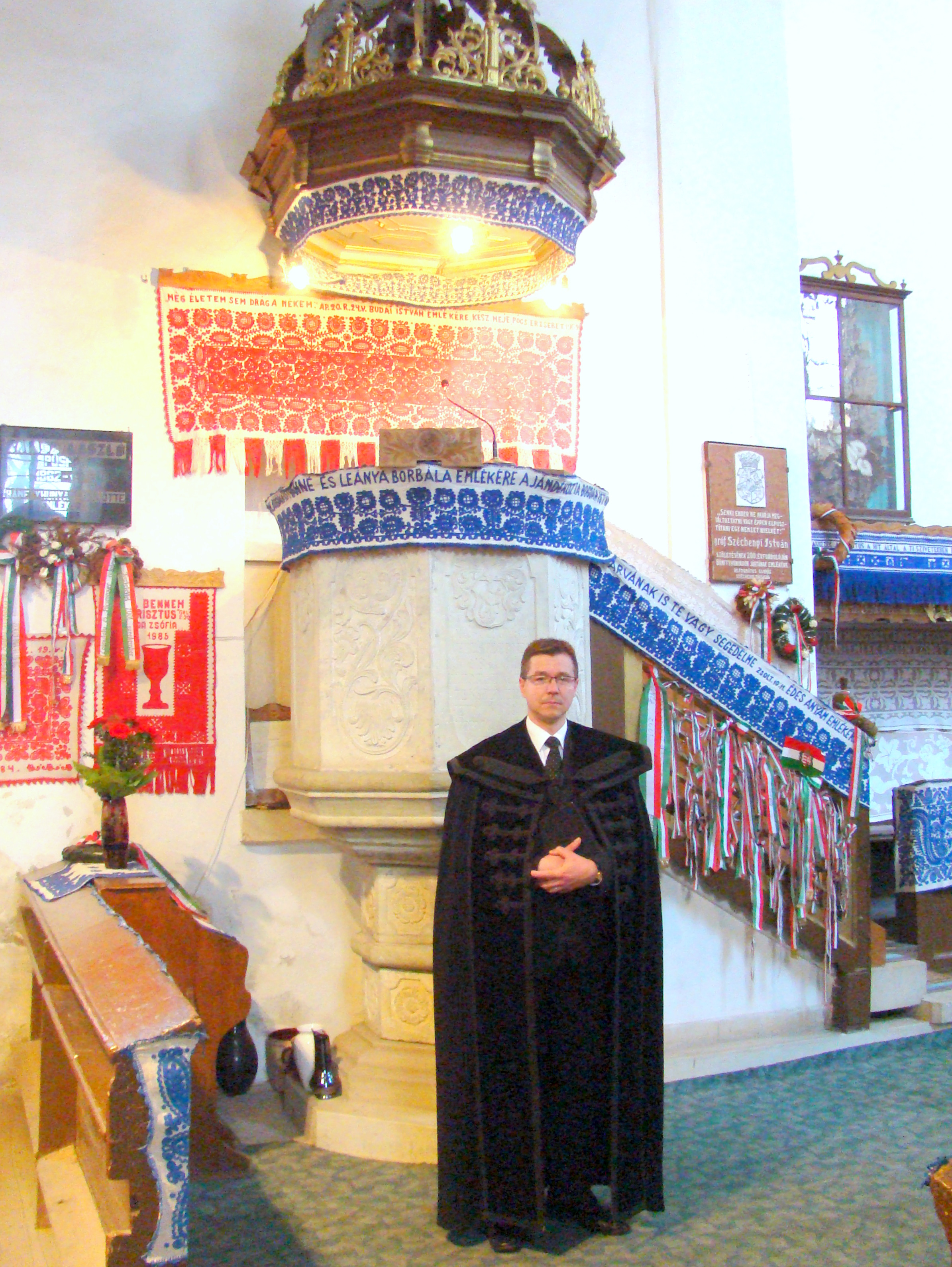
Pastorul reformat din Huedin
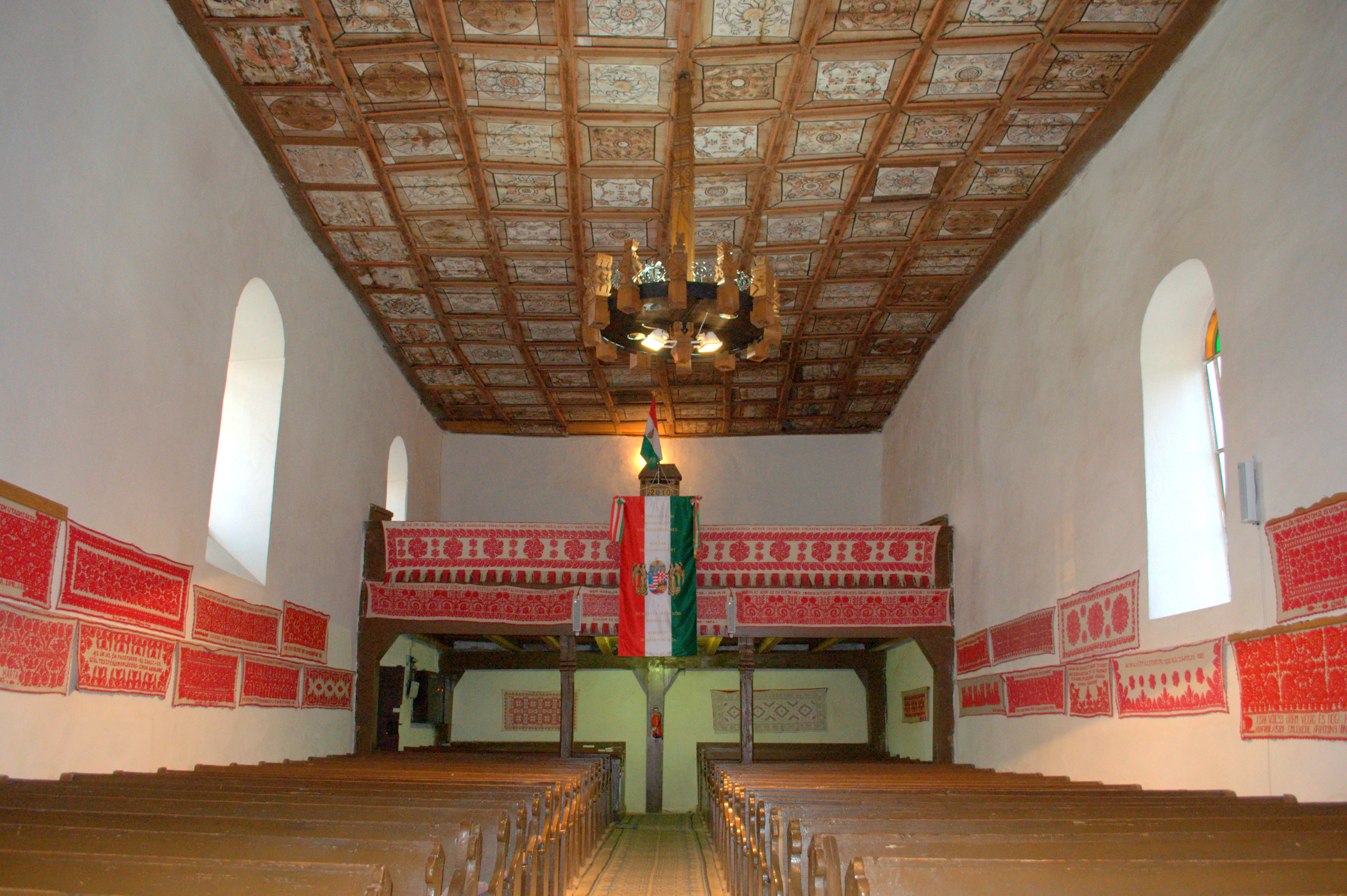
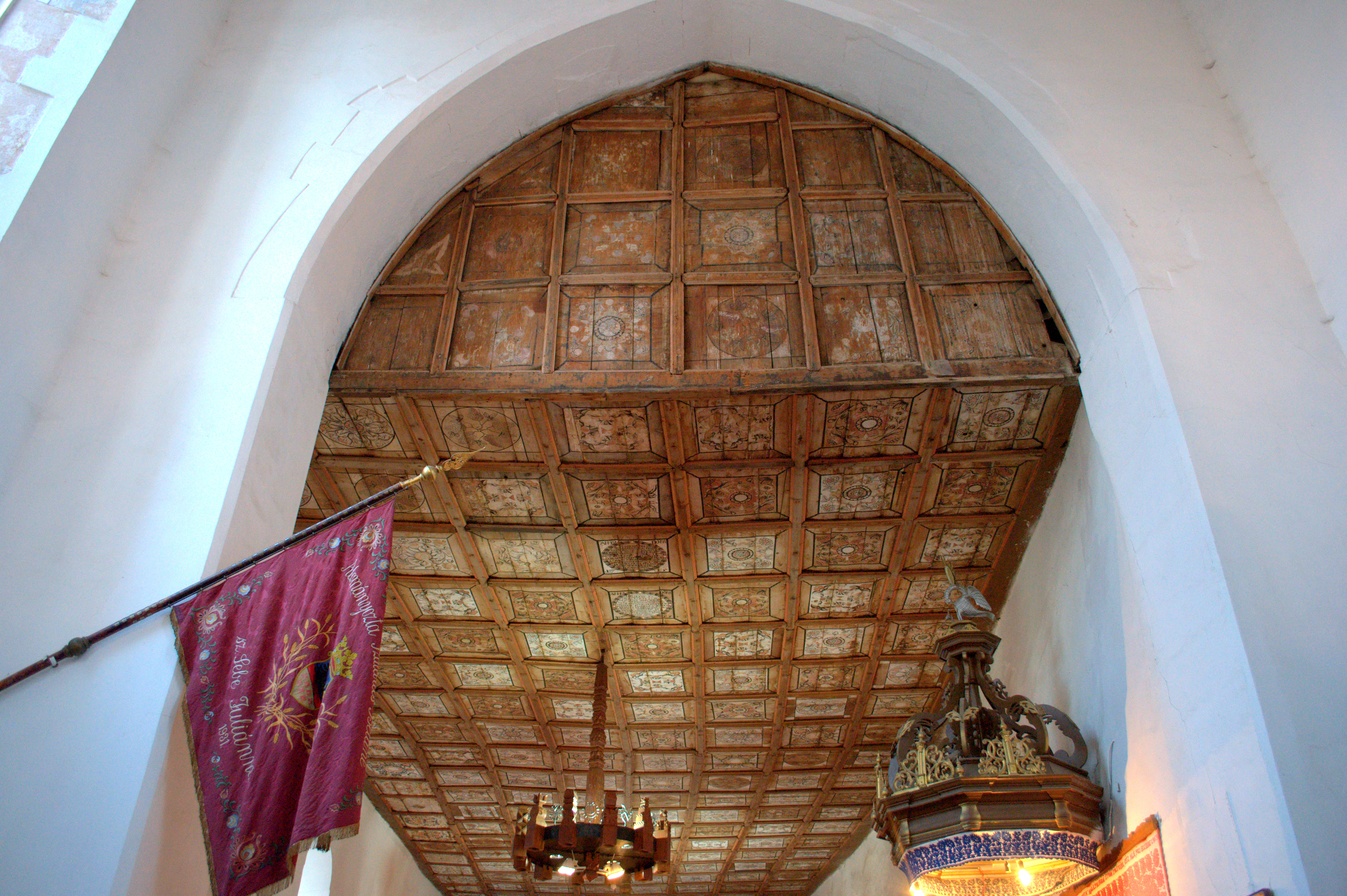
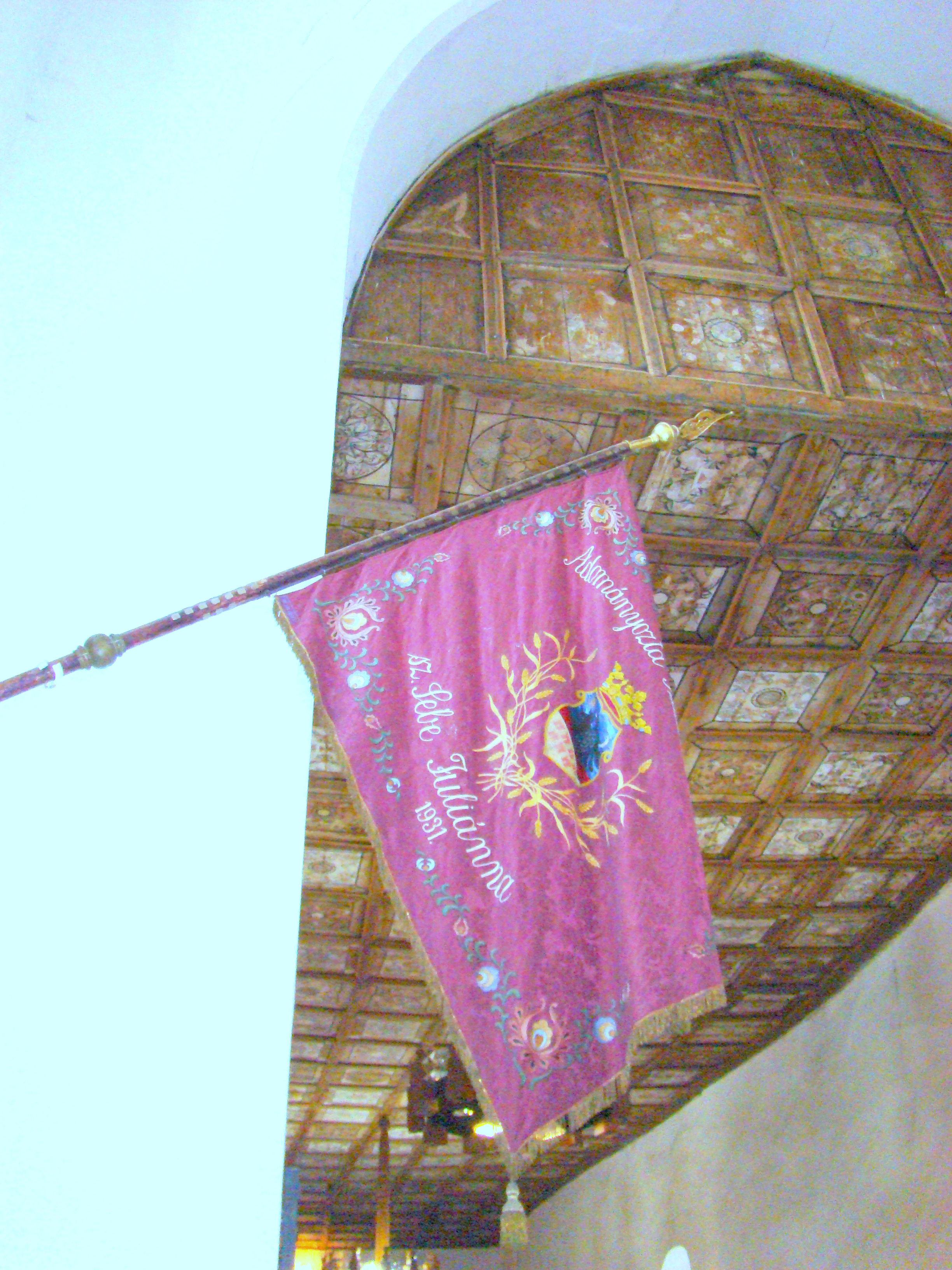
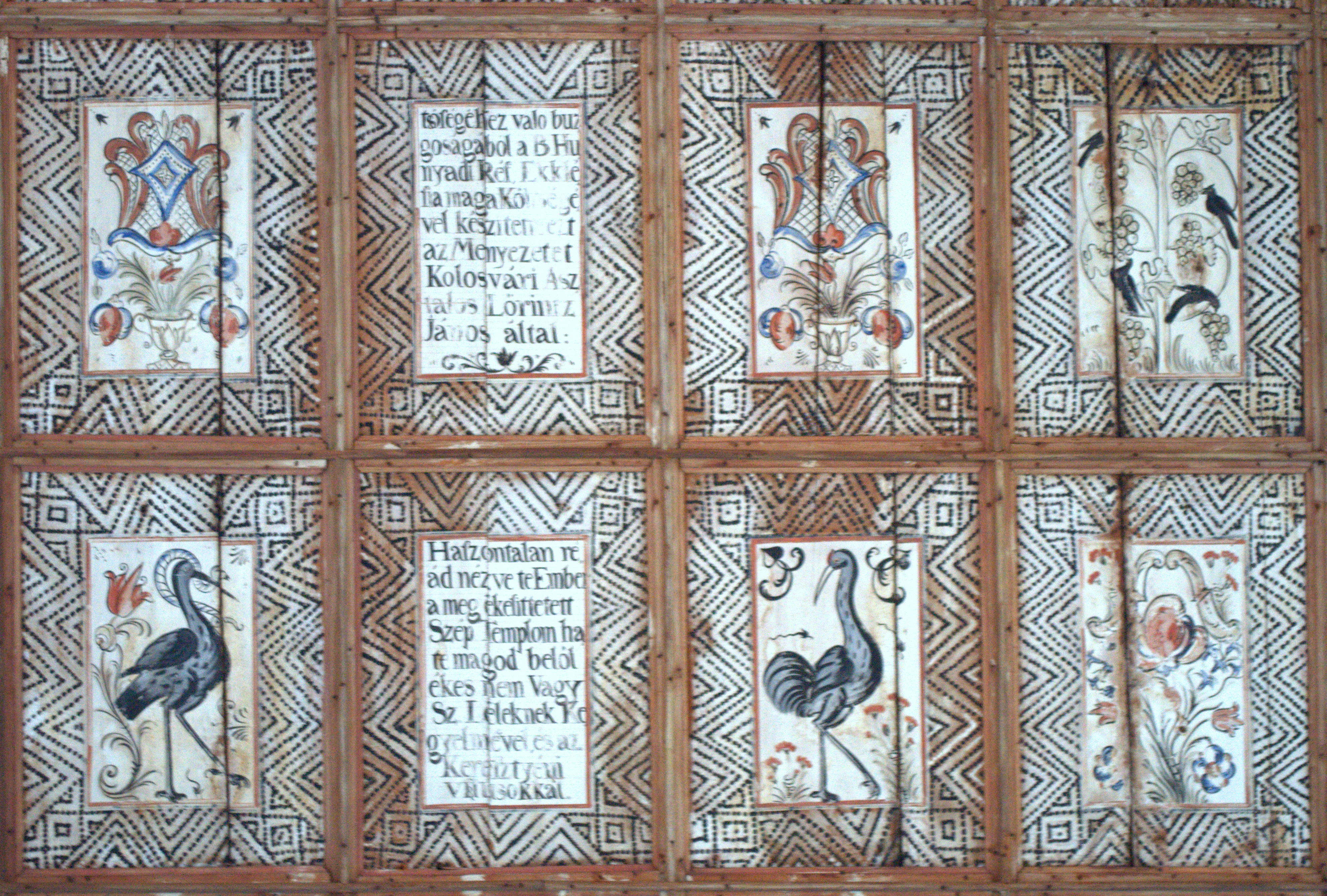
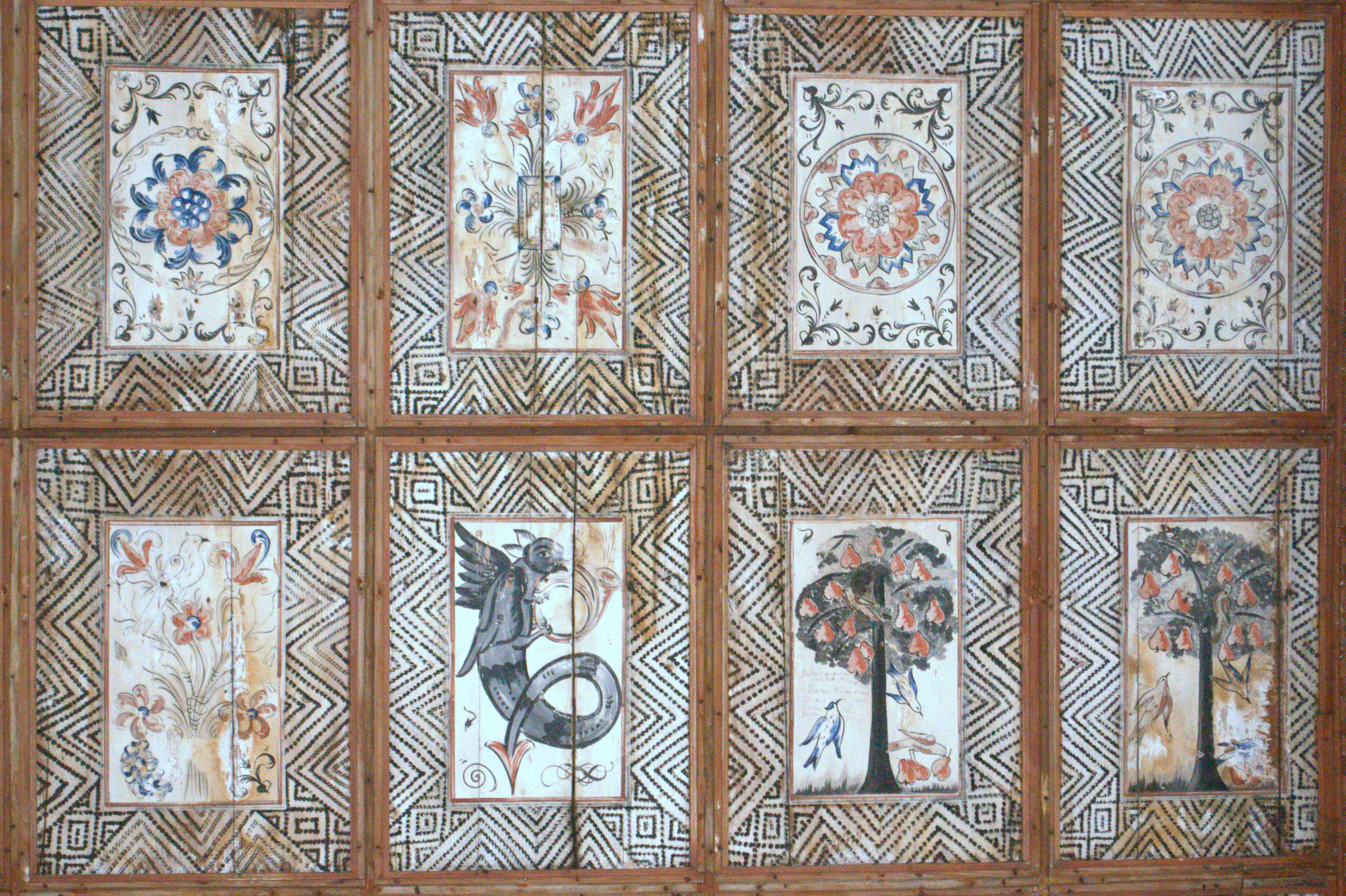
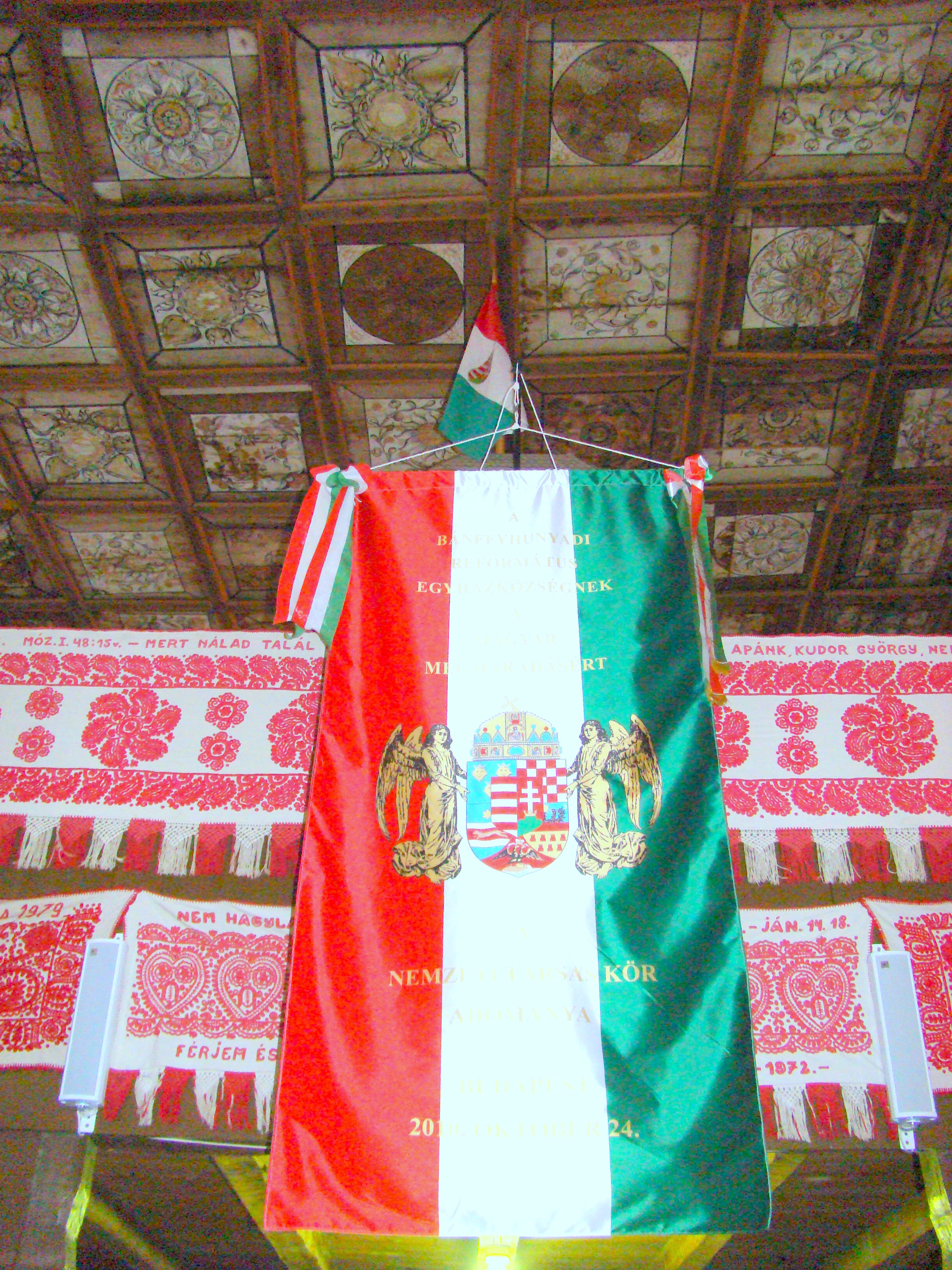
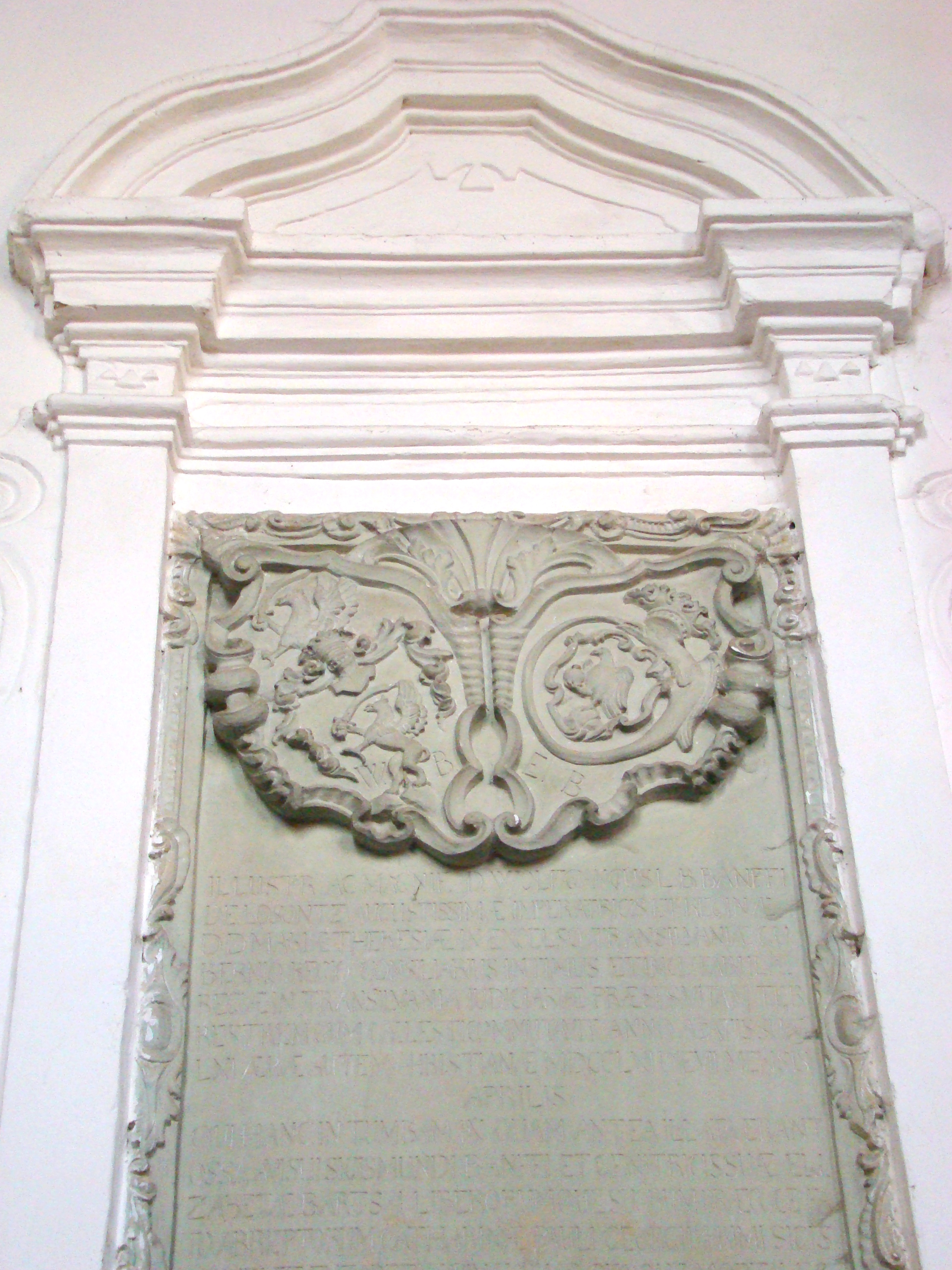
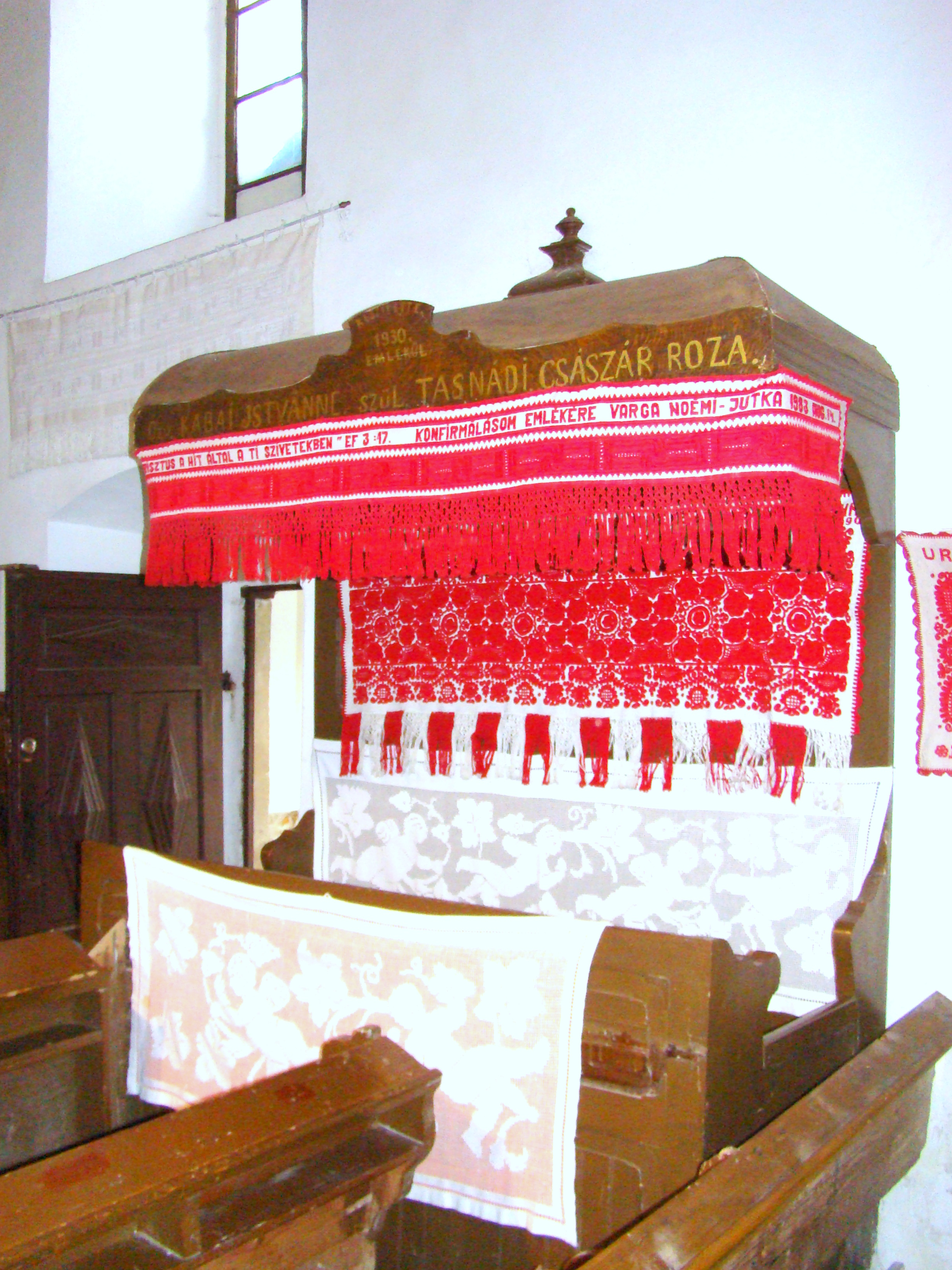
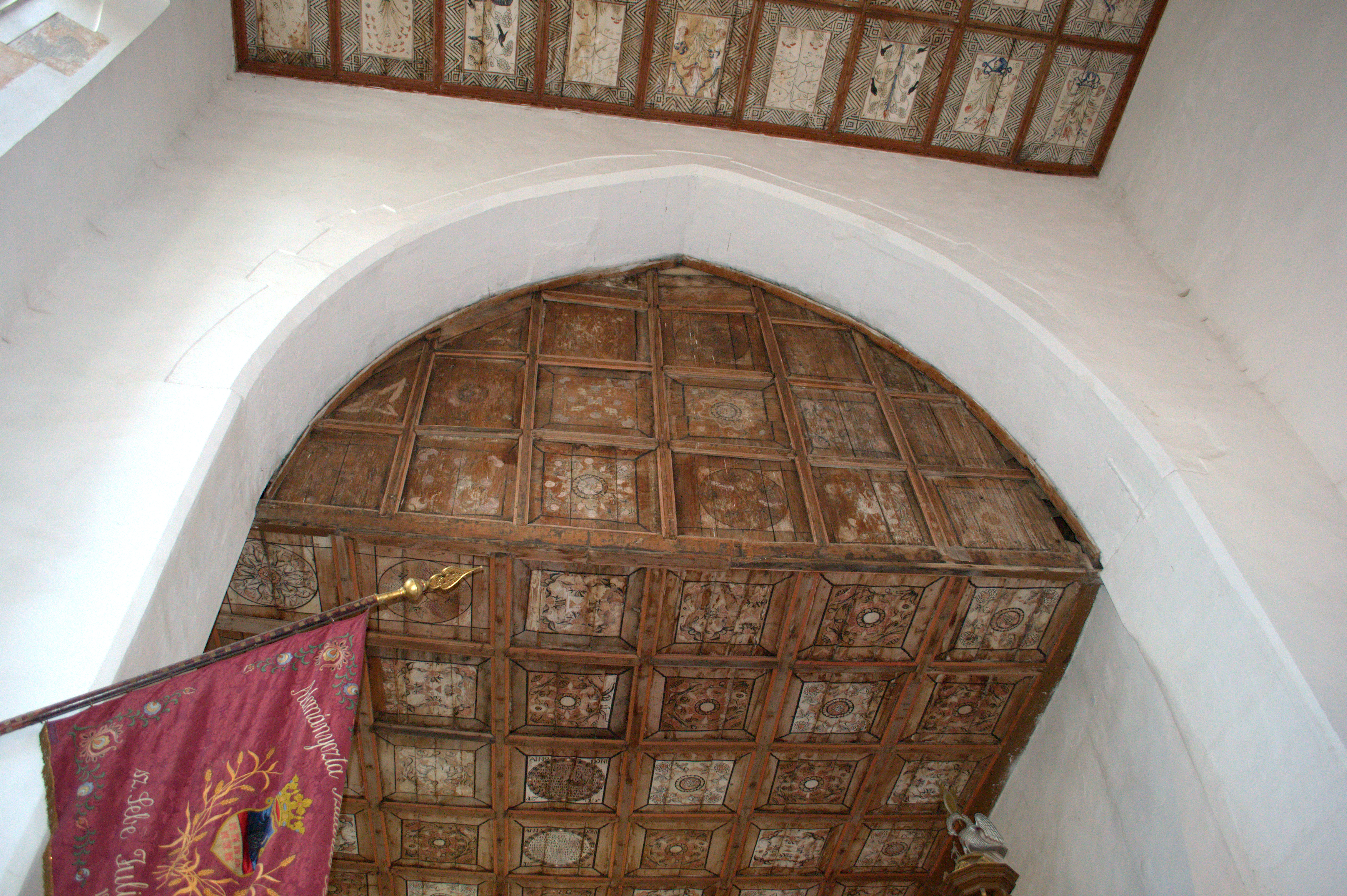
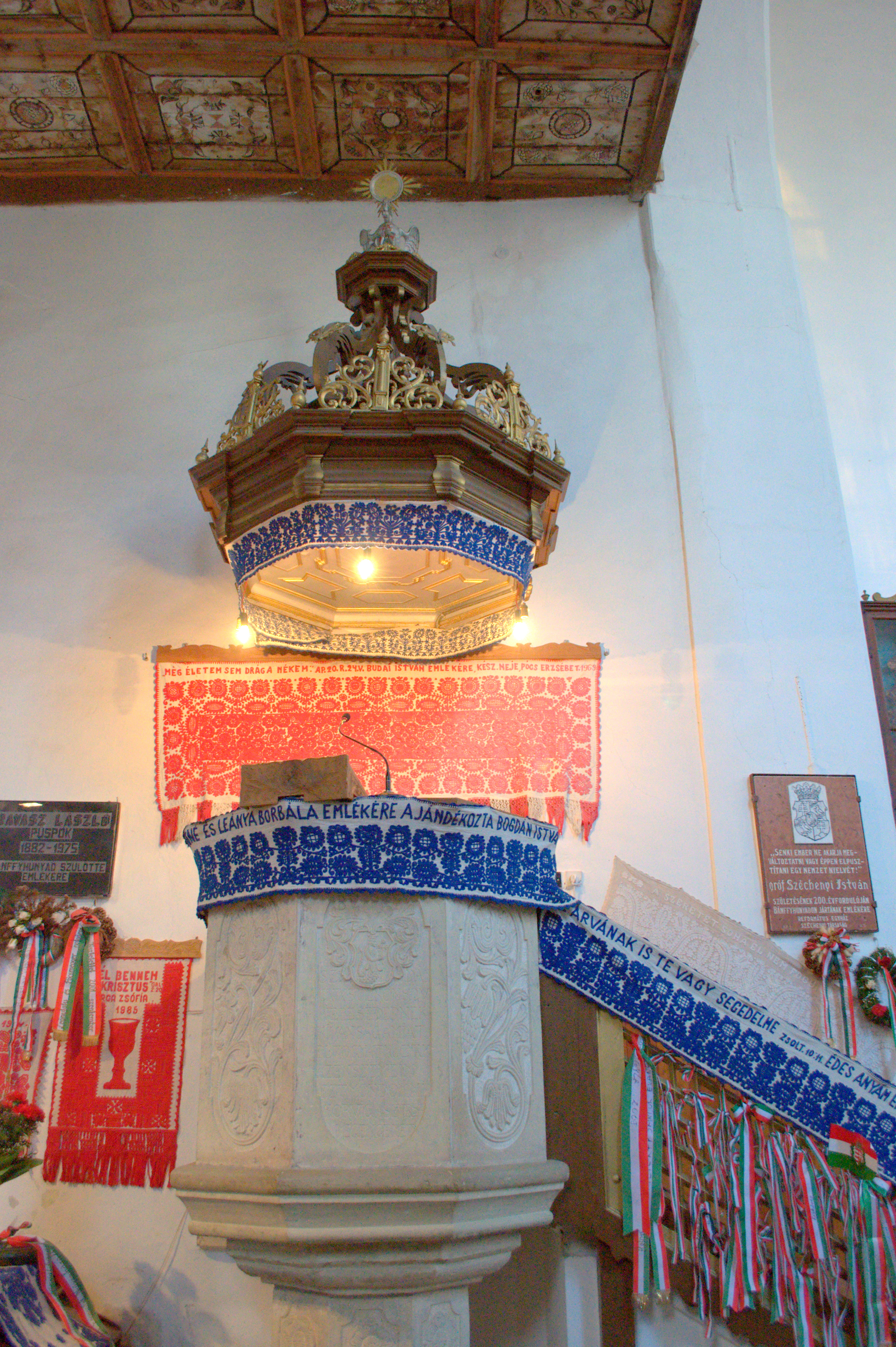
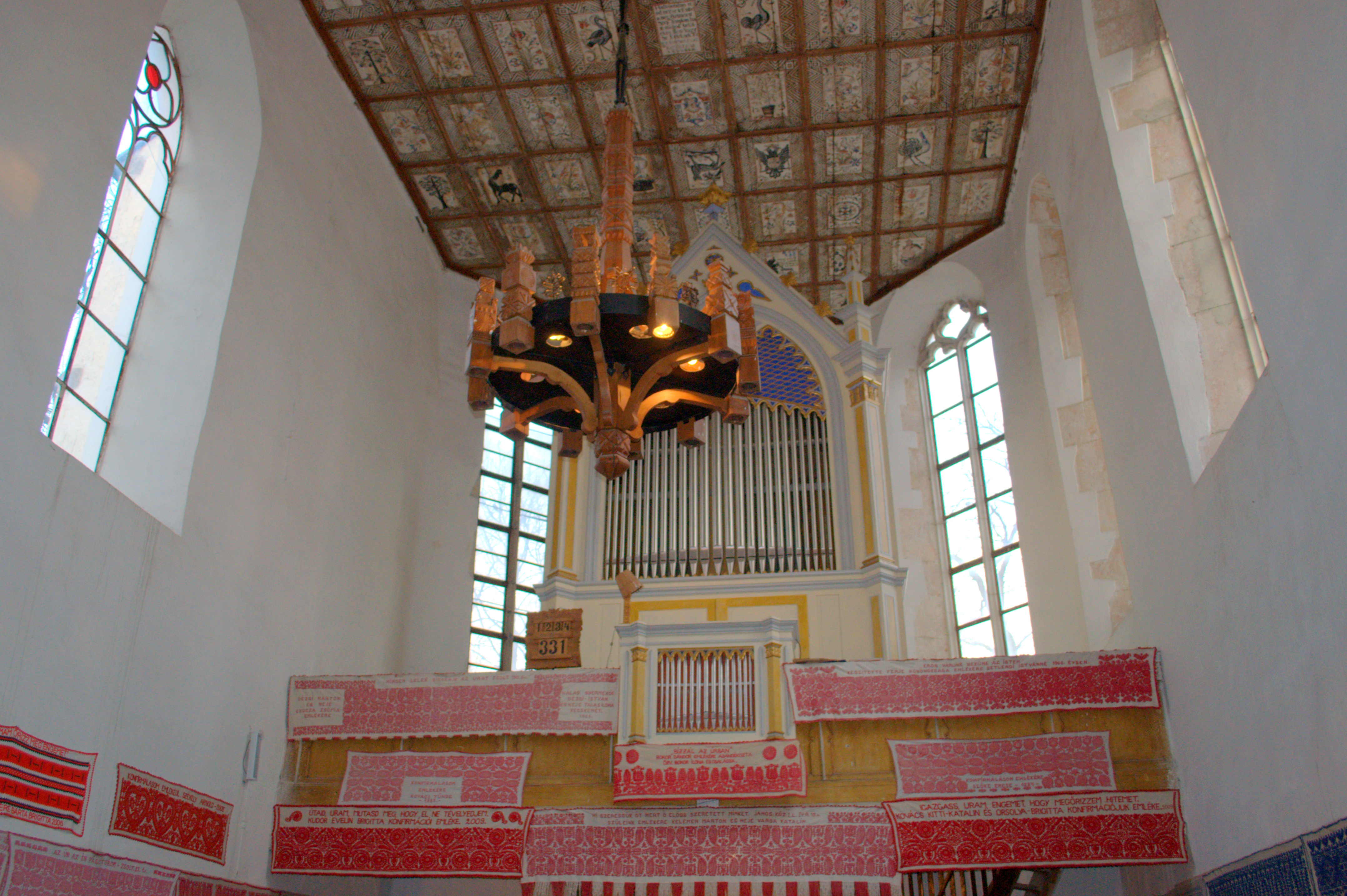